# Paulina Olga Wirtemberska
Paulina Olga Helena Emma Wirtemberska (ur. 19 grudnia 1877 w Stuttgarcie, zm. 7 maja 1965) – księżniczka wirtemberska.

## Życiorys
Córka króla Wirtembergii Wilhelma II i jego pierwszej żony Marii Waldeck-Pyrmont.
28 października 1898 roku wyszła za księcia Fryderyka księcia Wied (1872–1945), syna Wilhelma księcia Wied (1845–1907) i Anny Nassau księżniczki Holenderskiej. Para miała dwójkę dzieci:
- Hermann Wilhelm zu Wied (1899–1941)
- Dietrich Wilhelm zu Wied (1901–1976)

Była prababką żony księcia Fryderyka Wirtemberskiego, Wilhelminy zu Wied.